# Early Music Consort of London
L'Early Music Consort of London è stato un consort britannico specializzato nell'esecuzione di musica medioevale e rinascimentale.

## Storia
Venne fondato a Londra nel 1967 dal flautista e già membro dell'ensemble Musica Reservata, David Munrow. Inizialmente era composto da:
- David Munrow - flauti, cornamusa e direzione
- Christopher Hogwood - arpa medievale, organo portativo e viella
- Oliver Brookes - flauto dolce, viola da gamba, ribeca
- Roger Brenner - trombone
- Alan Lumsden - cornetto, tromba
- Ian Wilson - cornetto
- Eleanor Sloane - ribeca, viella, arpa medievale
- David Corkhill - percussioni
- James Tyler - liuto, citola
- James Bowman - controtenore
- Charles Brett - controtenore
- Martyn Hill - tenore
- Geoffrey Shaw - baritono

La costituzione del gruppo fu dovuta alla grande passione di David Munrow per la musica antica e per il flauto come strumento musicale del quale era un virtuoso. L'ensemble si dedicò subito ad un repertorio che comprendeva la musica medioevale e quella rinascimentale, utilizzando strumenti dell'epoca o copie fedeli degli stessi.
La sua capacità pedagogica e di comunicazione fece sì che il gruppo divenne molto popolare in tutta la Gran Bretagna. Di Munrow furono le musiche dei film Tutte le donne del re (Henry VIII and his six wives) e Elisabeth, Queen of England.
Il gruppo si sciolse a seguito del suicidio di David Munrow avvenuto nel 1976.

## Discografía
La discografía dell'Early Music Consort of London è molto complessa visto che i dischi sono stati più volte editi nei decenni successivi.
La lista seguente è ordinata per l'etichetta discografica della prima edizione dei singoli dischi:
- 1969 - Ecco la Primavera. Florentine music of the 14th century, Decca Serenata 436 219-2DM.

Una edizione più recente in CD è disponibile unitamente a un disco dell'ensemble Musica Reservata nel doppio CD Early Music Festival, Decca-London 289 452 967-2 [CDx2].
- 1970 - Music of the Royal Courts of Europe 1150-1600.

Riedito in CD come The Pleasures of the Royal Courts, Elektra Nonesuch 9 71326-2.
- 1970 - Music of the Crusades. Songs of love and war, London Jubilee (Decca "Serenata") 430 264.
- 1970 - The Triumphs of Maximilian I, Decca "Serenata" 436 998.
- 1971 - Pleasures of the Court. Festive dance music by Susato and Morley from times of Henry VIII and Elizabeth I.

Riedito in CD come David Munrow. Two Renaissance Dance Bands. Monteverdi's Contemporaries, Testament SBT 1080. Include vari pezzi di Monteverdi's Contemporaries, registrato successivamente.
- 1972 - Henry VIII and His Six Wives, Testament SBT 1250.

Questa edizione in CD include alcuni pezzi dei dischi precedenti Greensleeves to a Ground e Instruments of Middle Ages and Renaissance.
- 1972 - Music for Ferdinand and Isabella of Spain, Testament SBT 1251.
- 1973 - The Art of Courtly Love, Virgin Veritas Edition 61284 (2 CDs).
- 1973 - Praetorius. Dances from Terpsichore. Motets, Virgin Veritas Edition 61289.
- 1973 - Dufay. Se la face ay pale, Virgin Veritas Edition 61283.
- 1974 - Renaissance Suite, LP Angel S 37449. Disponibile soltanto in vinile.
- 1975 - Purcell. Birthday Odes for Queen Mary. Come Ye Sons of Art. Love's Goddess Sure Come, Virgin Veritas 7243 5 61333-2.
- 1975 - The Art of the Netherlands. Disco originale in vinile (3 LP): EMI "His Master's Voice" SLS 5049.

Esistono due edizioni in CD:
- EMI Reflexe 64215 (2 CDs).
- Virgin Records 7243 5 61334 2 6 (2 CDs).

- 1976 - Instruments of Middle Ages and Renaissance, Yamano Music YMCD 1031.32 (2 CDs) oppure Virgin Veritas 0946 3 85811 2 3 (2 CDs).
- 1976 - Monteverdi's Contemporaries, Virgin Veritas 7243 5 61 288 2 8.
- 1976 - Music of the Gothic Era, DG Archiv "Blue" 471 731 (2 CDs).
- 1976 - Greensleeves to a Ground. Disco originale in LP: EMI CSD 3781.

Registrazioni realizzate con altri gruppi, colonne sonore etc.:
- 1968 - Music by David Cain, BBC records ZBBC 1925 (5 CDs).
- 1969 - Anthems in Eden. Shirley Collins, Dolly Collins e Early Music Consort of London. David Munrow (dir.). BGO Records BGOCD 442.
- 1973 - Zardoz. Film di John Boorman con musiche di David Munrow. 20th Century Fox "Home Entertainment" CAT. #20013105 (DVD).
- 1973 - French Songs. The King's Singers e Early Music Consort of London. Moss Music Group CMG 1104.
- 1974 - The Art of the Recorder. David Munrow Recorder Consort e Early Music Consort of London. Testament SBT2 1368 (2 CDs). Include alcuni brani da Instruments of Middle Ages and Renaissance.
- 1975 - Morales. Magnificat. Motets. Pro Cantione Antiqua e Early Music Consort of London. Bruno Turner (dir.).

Disponibile in CD in un cofanetto di 7 CD The flowering of Renaissance choral music. Archiv 445 667-2.
- 1975 - Love, lust piety and politics. Music of the English court from King Henry V to VIII, Pro Cantione Antiqua e Early Music Consort of London. Disponibile nel doppio CD accoppiato a Adieu Madame. Music at the English Court (ca. 1415-1530), Deutsche Harmonia Mundi GD 77 178.
- 1975 - Monteverdi. Vespro della Beata Virgine, Choir of King's College e Early Music Consort of London. Philip Ledger (dir). EMI "Forte" 7243 5 68631 2 5. (2 CDs). Questa edizione esiste in doppio CD con registrazioni del Cambridge King's College Choir e del Bach Choir.
- 1976 - Early Musical Instruments. Abbinato a 6 vídeo presentati da David Munrow. Granada Television International - Film for the Humanities FFH 921-926 (6 VHS VIDEO).